# Numan Athletics
Numan Athletics (ニューマンアスレチックス?, Nyūman Asurechikkusu) è un videogioco arcade sviluppato e pubblicato nel 1993 da Namco per Namco NA-2. Del videogioco è stato realizzato un sequel dal titolo Mach Breakers.
Distribuito per Wii tramite Virtual Console, Numan Athletics prevede una modalità multiplayer fino a quattro giocatori.